# 2038 Bistro
2038 Bistro este un asteroid din centura principală, descoperit pe 24 noiembrie 1973 de Paul Wild.